# Richia kyune
Richia kyune är en fjärilsart som beskrevs av Barnes 1904. Richia kyune ingår i släktet Richia och familjen nattflyn. Inga underarter finns listade.